# Премия имени И. В. Гребенщикова
Премия имени И. В. Гребенщикова — премия, присуждаемая с 1991 года Российской академией наук за выдающиеся работы в области химии, физикохимии и технологии стекла.
Премия названа в честь выдающегося российского химика и технолога И. В. Гребенщикова.

## Лауреаты премии
- 1991 — Николай Сергеевич Андреев — за серию работ «Неоднородное строение неорганических стеклообразных веществ»
- 1991 — Валерий Викторович Голубков — за серию работ «Неоднородное строение неорганических стеклообразных веществ»
- 1991 — Евгений Александрович Порай-Кошиц — за серию работ «Неоднородное строение неорганических стеклообразных веществ»
- 1994 — Сергей Петрович Жданов — за цикл работ «Исследования в области пористых и натриевоборосиликатных стекол»
- 1994 — Борис Иванович Вензель — за цикл работ «Исследования в области пористых и натриевоборосиликатных стекол»
- 1997 — Сергей Владимирович Немилов — за цикл работ «Термодинамика стеклообразного состояния»
- 2000 — Михаил Михайлович Шульц — за цикл работ «Термодинамика и химическое строение оксидных расплавов и стекол»
- 2003 — Павел Джибраелович Саркисов — за работу «Многофункциональные стёкла и стеклокристаллические материалы»
- 2006 — Владимир Ярославович Шевченко — за работу «Структурная химия наномира»
- 2009 — Римма Сергеевна Бубнова — за работу «Высокотемпературная кристаллохимия боратов и боросиликатов»
- 2012 — Ольга Алексеевна Шилова — за работу «Физикохимия и технология композиционных стекловидных и стеклокристаллических материалов, получаемых из многокомпонентных гибридных золей на основе алкоксидов кремния и титана»
- 2015 — Алексей Николаевич Гурьянов — за цикл работ «Разработка физико-химических основ получения высокочистых стекол на основе диоксида кремния и световодов из них для волоконных лазеров и усилителей»
- 2015 — Михаил Михайлович Бубнов — за цикл работ «Разработка физико-химических основ получения высокочистых стекол на основе диоксида кремния и световодов из них для волоконных лазеров и усилителей»
- 2018 — Владимир Константинович Иванов — за цикл работ «Физико-химические основы технологии полифункциональных композиционных и гибридных материалов на основе высокопористых оксидных аэрогелей, ксерогелей и стекол, а также комплексов переходных металлов»
- 2018 — Татьяна Александровна Кочина — за цикл работ «Физико-химические основы технологии полифункциональных композиционных и гибридных материалов на основе высокопористых оксидных аэрогелей, ксерогелей и стекол, а также комплексов переходных металлов»